# Cosenza Calcio
Cosenza Calcio S.r.l. este un club de fotbal italian, cu sediul în Cosenza, Calabria, care evoluează în Serie B.

## Legături externe
- Official website